# Андерсон (футболист, 1995)
А́ндерсон де Жезу́с Са́нтос (порт.-браз. Anderson de Jesus Santos; род. 2 марта 1995, Лагарту, Сержипи), более известный как А́ндерсон (порт.-браз. Anderson) — бразильский футболист, защитник боливийского клуба «Боливар».

## Клубная карьера
Андерсон — воспитанник клуба «Конфьянса». 8 февраля 2015 года в матче против «Сержипи» он дебютировал за клуб. В феврале 2016 года стал игроком спортклуба «Гуарани». 26 марта в поединке против «Калденсе» Андерсон дебютировал в составе нового клуба. После возвращения в «Конфьянса», 20 апреля 2017 года защитник отметился дебютным голом за клуб.
В декабре 2018 года стал игроком «Гремио». 18 января 2018 года в матче против «Сан-Луис» (Ижуи) он дебютировал в лиге Гаушу. Весной того же года, Андерсон на правах аренды стал игроком «Гуарани». 14 апреля в поединке против клуба «Форталеза» он дебютировал за клуб.
1 января 2020 года на правах свободного агента Андерсон стал игроком «Баия». 23 января в матче против «Жуазейренсе» он провёл первый матч в лиге Баияно. 1 марта в поединке против «Витория (Салвадор)» Андерсон забил первый гол за новый клуб.
В июне 2020 года, Андерсон стал игроком «Америка Минейро». 15 августа в матче против «Операрио» он дебютировал в бразильской Серии B. 25 октября в поединке против бывшего клуба «Конфьянса» защитник отметился первым голом за команду.
1 января 2022 года, Жезус Сантос стал игроком португальского клуба «Визела». 8 января во встрече против «Морейренсе» он дебютировал в португальской Примейре. 29 августа в поединке против «Жил Висенте» Андерсон забил первый гол за клуб «Визела».